# Dan Duryea
Dan Duryea (n. 23 ianuarie 1907, White Plains, New York, SUA – d. 7 iunie 1968, Hollywood, California, SUA) a fost un actor american de film, teatru și televiziune. Cunoscut pentru că a interpretat o gamă largă de roluri de răufăcători, el a avut totuși o lungă carieră într-o mare varietate de roluri principale și secundare.

## Filmografie completă
- The Tango on Broadway (1934) - Bob - Laurita's Boyfriend (nemenționat)
- The Little Foxes (1941) - Leo Hubbard
- Ball of Fire (1941) - Duke Pastrami
- The Pride of the Yankees (1942) - Hank Hanneman
- That Other Woman (1942) - Ralph Cobb
- Sahara (1943) - Jimmy Doyle
- Man from Frisco (1944) - Jim Benson
- Mrs. Parkington (1944) - Jack Stilham
- None But the Lonely Heart (1944) - Lew Tate
- The Woman in the Window (1944) - Heidt / Tim, the Doorman
- Ministry of Fear (1944) - Cost / Travers the Tailor
- Main Street After Dark (1945) - Posey Dibson
- The Great Flamarion (1945) - Al Wallace
- The Valley of Decision (1945) - William Scott Jr.
- Along Came Jones (1945) - Monte Jarrad
- Lady on a Train (1945) - Arnold Waring
- Scarlet Street (1945) - Johnny Prince
- Black Angel (1946) - Martin Blair
- White Tie and Tails (1946) - Charles Dumont
- Black Bart (1948) - Charles E. Boles / Black Bart
- River Lady (1948) - Beauvais
- Another Part of the Forest (1948) - Oscar Hubbard
- Larceny (1948) - Silky Randall
- Criss Cross (1949) - Slim Dundee
- Manhandled (1949) - Karl Benson
- Too Late for Tears (1949) - Danny Fuller
- Johnny Stool Pigeon (1949) - Johnny Evans
- One Way Street (1950) - John Wheeler
- Winchester '73 (1950) - Waco Johnny Dean
- The Underworld Story (1950) - Mike Reese
- Chicago Calling (1951) - William R. Cannon
- Al Jennings of Oklahoma (1951) - Al Jennings
- Thunder Bay (1953) - Gambi
- Sky Commando (1953) - Col. Ed (E.D.) Wyatt
- 36 Hours (aka Terror Street) (1953) - Major Bill Rogers
- World for Ransom (1954) - Mike Callahan / Corrigan
- Ride Clear of Diablo (1954) - Whitey Kincade
- Rails Into Laramie (1954) - Jim Shanessy
- Silver Lode (1954) - Fred McCarty
- This Is My Love (1954) - Murray Myer
- Foxfire (1955) - Hugh Slater
- The Marauders (1955) - Avery
- Storm Fear (1955) - Fred Blake
- Imn de bătălie (1956) - Sergent Herman
- The Burglar (1957) - Nat Harbin
- Night Passage (1957) - Whitey Harbin
- Slaughter on Tenth Avenue (1957) - John Jacob Masters
- Kathy O' (1958) - Harry Johnson
- Platinum High School (1960) - Maj. Redfern Kelly
- Six Black Horses (1962) - Frank Jesse
- He Rides Tall (1964) - Bart Thorne
- Do You Know This Voice? (1964) - John Hopta
- Walk a Tightrope (1964) - Carl Lutcher
- Taggart (1964) - Jay Jason
- The Bounty Killer (1965) - Willie Duggan
- The Flight of the Phoenix (1965) - Standish
- Incident at Phantom Hill (1966) - Joe Barlow
- The Hills Run Red, aka Un Fiume di dollari (1966) - Col. Winny Getz
- Winchester '73 (1967, TV Movie) - Bart McAdam
- Five Golden Dragons (1967) - Dragon #1
- Stranger on the Run (1967, TV Movie) - O.E. Hotchkiss
- The Bamboo Saucer (1968) - Hank Peters (ultimul rol de film)

## Televiziune
Roluri în televiziune (nu sunt toate):
- China Smith (1952–1956) - China Smith
- Schlitz Playhouse of Stars (1952–1956) - Pete Richards / Federal Agent Sam Ireland
- The New Adventures of China Smith (1953–1954) - China Smith
- December Bride, episode "High Sierras" (1955) - Himself
- Wagon Train (1957–1964) - Sam Race / Amos / Samuel Bleymier / Joshua Gilliam / Survivor / Cliff Grundy
- Zane Grey Theater, episode "This Man Must Die" (1958) - Kirk Joiner
- Laramie, "Stage Stop" (1959) - Bud Carlin
- Walt Disney's Wonderful World of Color, "Texas John Slaughter: Showdown at Sandoval" (1959) - Dan Trask
- The Twilight Zone, "Mr. Denton on Doomsday" (1959) - Al Denton
- Laramie, "The Long Riders" (1960) - Luke Gregg
- Bonanza, in the episode "Badge Without Honor" (1960) - U.S. Dep. Marshall Gerald Eskith; și în episodul "Logan's Treasure" (1964) - Sam Logan
- Route 66, "Don't Count Stars" (1961) -  Mike McKay
- Zane Grey Theater, "Knight of the Sun" (1961) - Henry Jacob Hanley
- Laramie, "The Mountain Men" (1961) - Ben Sanford
- Naked City, "Daughter, Am I In My Father's House?" (1962) - Clyde Royd
- Tales of Wells Fargo,  "Winter Storm" (1962) - Marshal Blake
- Route 66, "A Cage in Search of a Bird" (1963) -  Jay Leonard Ringsby
- Going My Way, "Mr. Second Chance" (1963) - Harold Harrison
- The Alfred Hitchcock Hour, "Three Wives Too Many" (1964) - Raymond Brown
- Combat! (TV series), in the episode "Dateline" (1965) - Barton; și în episodul "A Little Jazz" (1967) - Bernie Wallace
- Peyton Place (1967–1968) - Eddie Jacks

## Radio
- Suspense, "The Man Who Couldn't Lose" (1947)[12]
- The Man from Homicide (1951)[13]
- Suspense, "Remember Me" (1952)[14]